# Jean-René Fourtou
Jean-René Fourtou (Libourne, 20 giugno 1939) è un dirigente d'azienda francese, oggi presidente del conseil de surveillance di Vivendi.
Fourtou è figlio del professore di matematica René Fourtou. È sposato con l'eurodeputata Janelly Fourtou, che è stata promotrice di una serie di direttive sul diritto d'autore in Francia: la LEN (Loi pour la confiance en l'économie numérique) e la DADVSI (Directive sur les droits d'auteur et sur les droits voisins dans la société de l'information) e sulla questione spinosa dei brevetti dei software.